# Paola Guarneri
Paola Guarneri (Albano Laziale, 17 de marzo de 1990) es una deportista italiana que compitió en esgrima, especialista en la modalidad de sable. Ganó una medalla de oro en el Campeonato Europeo de Esgrima de 2011, en la prueba por equipos.

## Palmarés internacional
| Campeonato Europeo | Campeonato Europeo      | Campeonato Europeo | Campeonato Europeo |
| Año                | Lugar                   | Medalla            | Prueba             |
| ------------------ | ----------------------- | ------------------ | ------------------ |
| 2011               | Sheffield (Reino Unido) | Medalla de oro     | Sable por equipos  |